# Upernattivik
Upernattivik är en ö i Grönland (Kungariket Danmark).   Den ligger i kommunen Sermersooq, i den södra delen av Grönland. Arean är 166 kvadratkilometer.
Terrängen på Upernattivik är kuperad. Öns högsta punkt är 616 meter över havet. Den sträcker sig 13,2 kilometer i nord-sydlig riktning, och 20,4 kilometer i öst-västlig riktning.